# Siple (stacja antarktyczna)
Siple – nieczynna stacja polarna należąca do Stanów Zjednoczonych, położona na Ziemi Ellswortha na Antarktydzie.

## Położenie i warunki
Stacja znajduje się na Ziemi Ellswortha, u nasady Półwyspu Antarktycznego. Średnia temperatura powietrza to -24 °C. Rekordowe zanotowane temperatury to +7 °C latem i -52 °C zimą. Średnia prędkość wiatru to 6,5 m/s, w październiku 1980 wiatr osiągnął 33 m/s (~119 km/h). Nazwa stacji upamiętnia Paula Siple’a, amerykańskiego geografa i badacza Antarktydy.

## Historia i działalność
Pierwsza stacja Siple powstała w 1969 roku, a w 1973 została powiększona i przystosowana do użytku całorocznego. Gromadzenie się śniegu groziło zawaleniem budynków, w związku z czym w 1979 roku postawiono nowe zabudowania stacji (Siple II). Do 1981 roku roczne opady w wysokości 1,7 m śniegu, wraz ze śniegiem naniesionym przez wiatr, zdążyły pokryć siedmiometrowej wysokości konstrukcję stacji. Od 1985 stacja była używana tylko w sezonie letnim, a w 1988 została zamknięta.
Działalność badawcza na stacji Siple koncentrowała się na fizyce górnej atmosfery. Stacja posiadała antenę dipolową o łącznej długości 42 km, która pozwalała na badania fal o bardzo niskich częstotliwościach. Położenie stacji wybrano nieprzypadkowo: pozwalało ono na odbieranie sygnałów propagujących się wzdłuż linii pola magnetycznego na odległość 4 promieni Ziemi, których źródłem były wyładowania atmosferyczne w południowym Quebecu w Kanadzie. Ponadto bardzo ograniczona działalność ludzka w Antarktyce zmniejsza poziom szumu, a położenie anteny na grubej warstwie lodu, izolującej od podłoża, zwiększa jej sprawność. Antena stacji była także wykorzystywana jako nadajnik bardzo długich fal, odbieranych w Kanadzie; zmiany w sygnale niosły informacje o środowisku plazmowym w otoczeniu Ziemi.
W latach 1978–81 ze stacji wystrzelono 11 rakiet sondażowych przeznaczonych do badań jonosfery i plazmy w wysokiej atmosferze. Osiągnęły one wysokość do 211 km.